# エミール・ルイス・ホルムデール
エミール・ルイス・ホルムデール（Emil Lewis Holmdahl, 1883年8月26日 - 1963年4月8日）は、アメリカ合衆国出身の軍人、傭兵、諜報員、武器商人、トレジャーハンター。米西戦争時にはフィリピン方面で従軍したほか、その後は傭兵リー・クリスマスの部下として中米方面で活動した。メキシコ革命時にはフランシスコ・マデロ、パンチョ・ビリャ、ベヌスティアーノ・カランサの部下として活動した。ジョン・パーシング指揮下のパンチョ・ビリャ遠征および第一次世界大戦に際しては再びアメリカ軍人として従軍している。1926年にはパンチョ・ビリャの首を盗んだとして告発された。

## 初期の経歴

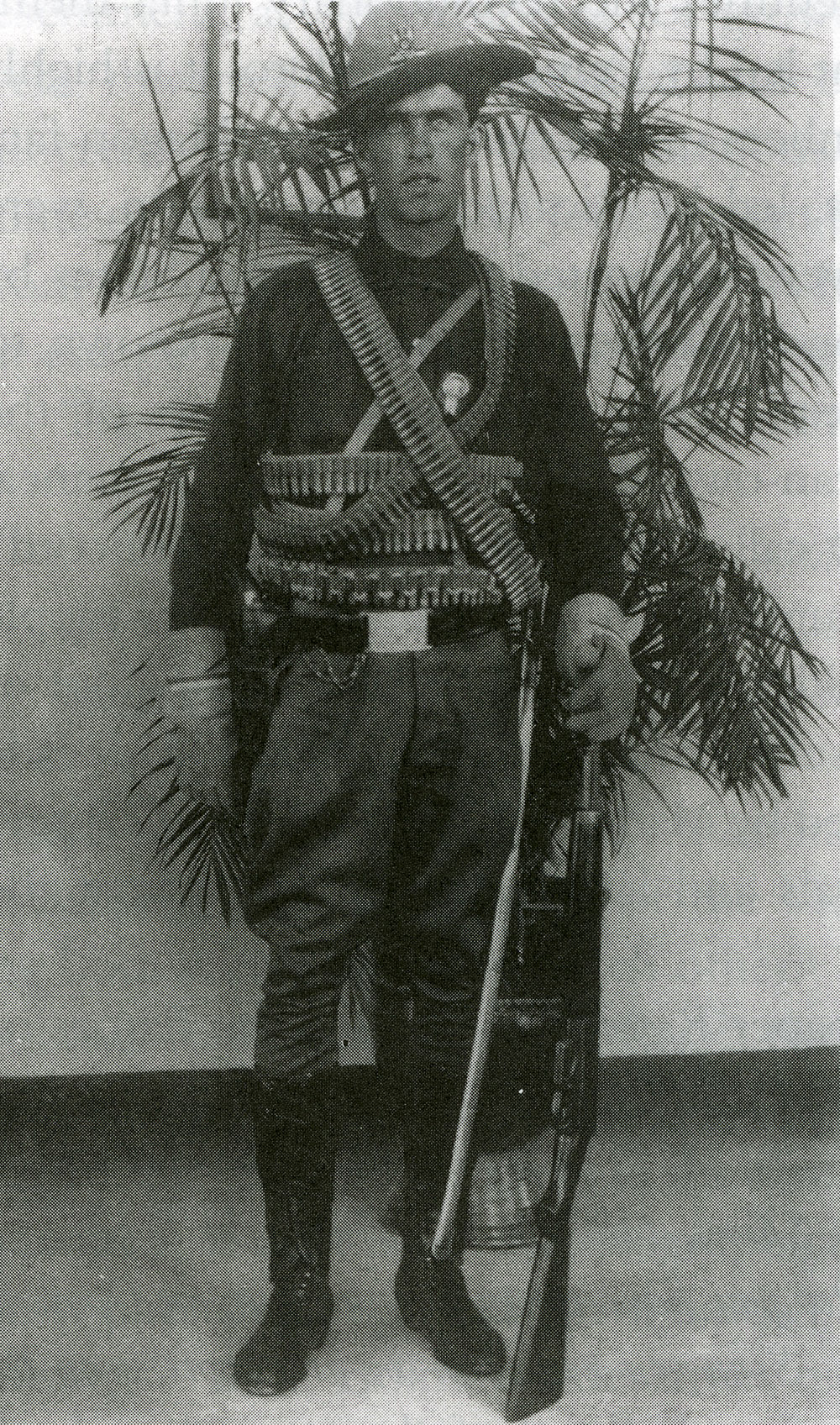
反乱兵の正装をしたホルムデール（1911年頃）

1883年、アイオワ州フォート・ドッジにてスウェーデン系アメリカ人の両親のもと生を受けた。若年期には十分な学校教育を受けることができなかった。高校卒業前には米西戦争が勃発し、これに伴う動員が行われた。1898年、ホルムデールは年齢を誤魔化し、兄モンティ（Monty）と共に第51アイオワ義勇歩兵連隊（51st Volunteer Iowa Infantry Regiment）に入隊を果たす。数ヶ月後、ホルムデールはフィリピン戦線へと派遣された。米西戦争はまもなく終結し、その後ホルムデールは義和団の乱の鎮圧やフィリピンにおける対反乱作戦にも参加している。
1906年、アメリカに帰国する。22歳だったホルムデールは、当時のアメリカ陸軍歩兵科において最も若い軍曹だった。帰国後はサンフランシスコに駐屯する第20歩兵連隊に勤務する。1906年4月18日、サンフランシスコ地震が発生する。ホルムデールは第20歩兵連隊の一員として治安維持および救助のため市街地へ派遣された。彼は後にこれを回想し、「フィリピンでの勤務よりもひどい状況だった。私は僅かな睡眠を許されたのみで、125時間も合衆国支金庫の警備にあたった」と語った。1907年1月、ホルムデールは陸軍を除隊した。

## 中央アメリカ
その後、ホルムデールは「将軍」ことリー・クリスマスの傭兵団に参加し、ホンジュラスおよびニカラグアで活動した。1907年、クリスマス傭兵団はホンジュラス大統領マヌエル・ボニーラのもとでニカラグア侵攻に参加した。この侵攻によってユナイテッド・フルーツ社の傀儡となっていたニカラグア大統領ホセ・サントス・セラヤは失脚した。1909年秋、セラヤはマナグアを離れた。ホルムデールは2人の伝説的な傭兵、すなわちサム・ドレベンおよびトレイシー・リチャードソン（Tracy Richardson）とともに戦った。彼らは3人ともが熟練の機関銃手だった。当時、機関銃の戦術的重要性が認められつつあったものの、銃自体の信頼性は依然として低く、これを使いこなすことができる傭兵は彼らのような元アメリカ兵のみだった。そのため機関銃手の需要は高く、彼らが求める報酬は非常に高価だった。

## メキシコ革命

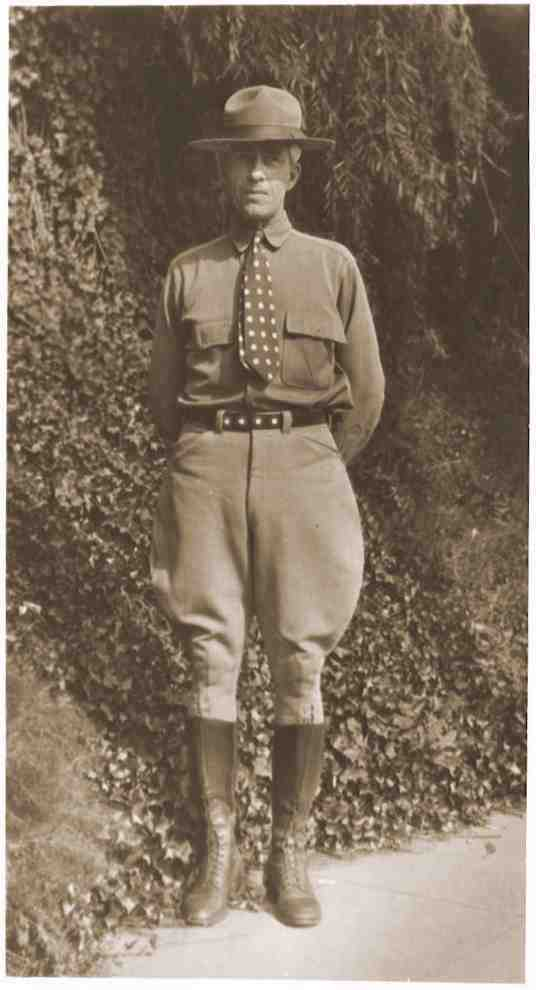
メキシコ革命軍士官だった頃のホルムデール（1914年）

1909年、ホルムデールはアメリカに帰国する。当時、アメリカで起こった1907年恐慌の影響に加え、ポルフィリオ・ディアス大統領への反発からメキシコ国内では政情不安が続いていた。ホルムデールは鉄道会社に警備員として採用され、メキシコ方面で出没していた「山賊」（bandits）との戦闘に参加することとなる。しかし、それら山賊の実態が「革命軍」（Insurrectos）であると気づいたため、1911年春にはフランシスコ・マデロ率いる革命勢力へと寝返った。やがてチワワ州にて本格的な蜂起が発生し、ディアス大統領は辞職の後亡命することとなった。1913年春を通じ、ホルムデールは少佐の階級でメキシコ軍に勤務した。最初に派遣されたモレロス州ではエミリアーノ・サパタ派勢力との戦闘に参加している。また、この時期にはドイツ人諜報員フェリックス・ゾンマーフェルトが率いていたメキシコ政府秘密警察にも所属していた。パスクアル・オロスコ派と戦うパンチョ・ビリャ率いるゲリラ隊で機関銃手として勤務する傍ら、エル・パソ方面ではゾンマーフェルトのもと諜報活動に関与していた。
1913年2月、マデロ大統領がクーデターの最中に殺害された後、ホルムデールはビクトリアーノ・ウエルタ将軍指揮下の護憲軍に参加した。その後、ソノラ州方面の作戦において重症を負い、アリゾナ州ダグラスに後送され数ヶ月間の療養を余儀なくされた。1913年11月初め頃、ビリャ率いる部隊に配属される。1914年夏、前年よりマデロの後任として大統領を務めていたウエルタ将軍が失脚する。1915年にはパンチョ・ビリャ派とベヌスティアーノ・カランサ派が決裂し、新たな内戦が始まった。ホルムデールはカランサ派に与し、メキシコ国境付近での武器弾薬密輸に関与した。しかし間もなく逮捕、起訴され、裁判を経て1915年秋にはエル・パソにて武器弾薬密輸に関する有罪判決を受けた。保釈金を支払った後、ホルムデールはアメリカ陸軍への再入隊を試みたが、重大な有罪判決が問題視され入隊を拒否されている。1916年3月、ビリャ軍によるニューメキシコ州コロンバス攻撃（コロンバスの戦い）が始まると、ようやくホルムデールの入隊申請が認められた。ジョン・パーシング将軍が指揮したパンチョ・ビリャ遠征には偵察兵として従軍した。

## 第一次世界大戦
ホルムデールがアメリカ軍人として陸軍に残るには有罪判決の取り消しを受ける必要があった。彼は大統領特赦（presidential pardon）を勝ち取るべく、元上官で当時陸軍参謀総長を務めていたヒュー・L・スコット将軍やパーシング将軍、アメリカ合衆国議会議員各位、エル・パソ市長トム・リー（Tom Lea）などに精力的に働きかけを行った。1917年7月にホルムデールへの特赦が認められ、彼は第6工兵連隊の一員としてフランスへの派兵に参加した。復員後は軍余剰品の販売に携わり、1920年に陸軍を除隊した。

## 退役後
1920年初頭、ホルムデールは「パンチョ・ビリャの財宝」の伝説に取り憑かれていた。当時、パンチョ・ビリャがシエラ・マドレのどこかに数百万ドル分もの金塊を隠したという噂が語られていたのである。ホルムデールは何度か遠征隊を率いて捜索を行ったものの、結局財宝を見つけることはできなかった。1926年、チワワ州パラルにてホルムデールの遠征隊は現地連邦警察に逮捕された。彼らにはパンチョ・ビリャの墓を暴き首を盗みだした容疑がかけられていた。交渉の末に釈放されたものの、直後に待ち受けていたメキシコ人ギャングによるリンチにさらされることとなる。ホルムデールは死ぬまで無罪を主張していたが、彼が「アメリカの得意先のために首を盗んだ」という疑惑が消えることはなかった。最後まで発見されなかったビリャの首の行方については諸説あるが、一説によればイェール大学の秘密結社スカル・アンド・ボーンズが受け取ったとも言われている。1963年4月8日、自動車に探査器具を積み込んでいる最中に死去した。